# Lonsdale (firma)
Lonsdale je britský výrobce sportovního oblečení, obuvi a boxerských potřeb. Firma byla založena v roce 1960. Její značku proslavili především boxeři, mezi něž patří Muhammad Ali, Mike Tyson, Lennox Lewis, Carl Froch, nebo David Price dále pak například zpěváci Paul McCartney či Paul Weller (člen skupiny The Jam) a herci Gregory Peck, Anthony Quinn, Tony Curtis a další. Lonsdale je též dodavatelem fotbalových dresů, v minulosti například pro Blackburn Rovers FC.
Značka je velmi populární u členů subkultury skinheads. Začátkem 21. století si ji oblíbili sympatizanti krajní pravice, firma se však od nich veřejnou kampaní distancovala.